# شم استيهامي
الشم الاستيهامي، يُدعى أيضًا الهلوسة الشمية أو الرائحة الوهمية، هو شم رائحة غير موجودة بالفعل. يمكن حدوث هذه الحالة في أحد المنخرين أو كليهما. يُطلق على الرائحة الوهمية الكريهة اسم استكراه الرائحة، إذ تُعد أكثر أنواع الهلوسات الشمية شيوعًا وتتميز بشم رائحة شيء محترق، أو مثير للاشمئزاز، أو فاسد أو نتن. يُعتبر شم رائحة وهمية من حين لآخر إحدى الأمور الطبيعية، وعادةً ما تزول الرائحة من تلقاء نفسها مع مرور الوقت. على عكس ذلك، لا تزول الهلوسات الشمية من تلقاء نفسها، أو تستمر في الحدوث، ما قد يسبب الإزعاج ويؤثر على جودة حياة الفرد.
قد تنتج الهلوسات الشمية عن الحالات الطبية الشائعة مثل العدوى الأنفية، والسلائل الأنفية والمشاكل السنية. قد تحدث أيضًا نتيجة الحالات العصبية مثل الصداع النصفي، أو إصابات الرأس، أو السكتات الدماغية، أو مرض باركنسون، أو النوبات، أو أورام الدماغ. يمكن تطورها أيضًا كعرض لعدد من الاضطرابات النفسية، مثل الاكتئاب، أو اضطراب ثنائي القطب، أو الاضطرابات الذهانية أو أعراض التسمم بالكحول والمخدرات أو الأعراض الانسحابية. قد تنتج الهلوسات الشمية في بعض الأحيان عن التعرض البيئي، مثل التدخين، أو التعرض لبعض أنواع الكيماويات (مثل المبيدات الحشرية أو المذيبات) أو العلاج الشعاعي لسرطانات الرأس والعنق.
يحدد الطبيب ما إذا كانت المشكلة ناشئة في حاسة الشم (نظام الشم) أو حاسة الذوق (نظام التذوق)، أو ما إذا كانت ناتجة عن اضطراب عصبي أو نفسي. يزول الشم الاستيهامي عادةً من تلقاء نفسه، لكن يحدث ذلك في بعض الحالات بشكل تدريجي على مدار سنوات عديدة. في حالات حدوثه كنتيجة لمرض (مثل التهاب الجيوب)، يزول الشم الاستيهامي مع زوال المرض. في حال استمرار المشكلة أو تشكيلها إزعاجًا شديدًا للمريض، قد يوصي الطبيب باستخدام قطرات الأنف الملحية، أو الأدوية المضادة للاكتئاب والمضادة للاختلاج، أو تخدير بعض أجزاء الأنف أو، في حالات نادرة للغاية، إجراءات جراحية لاستئصال الأعصاب والبصلات الشمية.

## الأعراض
تحدث بعض الاضطرابات الشمية، مثل ضعف الشم وفقد الشم، كأعراض لاضطرابات المزاج (الاكتئاب). مع ذلك، لم يُثبت حدوث أي اضطرابات شمية معينة ولم تُصنف كإحدى أعراض اضطرابات الاكتئاب. من المقترح أن الشم الاستيهامي إحدى العلامات المبكرة على مرض التحلل العصبي المترافق مع مرض باركنسون. قد يدل أيضًا على وجود نزف داخل القحف (أورام المخ أو الصرع). أظهرت دراسات أخرى تراجع أعراض الشم الاستيهامي بعد علاج المريض من الاكتئاب. في حالة أخرى لمريض بالغ من العمر 70 عام، شكلت حركات الأمعاء غير المنتظمة أولى الأعراض غير الطبيعية. بعد ذلك، طور المريض حركات العين غير المنتظمة إلى جانب الاضطرابات في السلوك والنوم. طور بشكل تال الشم الاستيهامي، إذ بدأ في شم رائحة «نتنة وكريهة» حسب وصفه. لم يختبر المريض أيًا من الأعراض التالية: فقدان الوعي؛ التشوش الذهني؛ التلقائية؛ النوبات التشنجية؛ الهلوسات السمعية/البصرية.

### الظهور بالترافق مع حالات أخرى
يترافق حدوث الشم الاستيهامي مع اضطرابات أخرى مثل الفصام، والصرع، والذهان الكحولي والاكتئاب. وُجد أيضًا معاناة مرضى كثيرين من الاكتئاب بعد حدوث الشم الاستيهامي، إلى جانب إظهارهم ميولًا انتحاريًا. حدث الاكتئاب نتيجة الأعراض الشديدة للشم الاستيهامي إذ اتخذ كل شيء لدى هؤلاء المرضى، بما في ذلك الطعام، رائحة فاسدة، ونتنة ومحترقة. مع حلول سن 80 عام، يطور 80% من الأفراد اضطراب الشم. بالإضافة إلى ذلك، يعاني 50 % من هؤلاء الأفراد من فقد الشم.

#### الصداع النصفي
في عام 2011، أجرى كل من كولمان، وغروسبرع وروبنز دراسة حالة على المرضى المصابين بالهلوسة الشمية وغيرها من اضطرابات الصداع الأولية. أظهرت الدراسة المستمرة لمدة 30 شهر انخفاض معدل انتشار الشم الاستيهامي بما يصل إلى 0.66%.
في نتائجهم الملاحظة، لوحظ استمرار فترة الهلوسة النموذجية بين 5-60 دقيقة، مع حدوثها قبل بدء ألم الرأس أو معه، شملت الهلوسة أيضًا رائحة كريهة. لوحظ أيضًا أن حدوث الشم الاستيهامي أكثر شيوعًا لدى النساء اللاتي يشكين من الصداع النصفي. ساعد العلاج الوقائي للصداع في هذه الدراسة في علاج الشم الاستيهامي لدى معظم المرضى.
تتوافق هذه النتائج مع نتائج شرايبر وكالفرت في عام 1986 التي أشارت بدورها إلى حدوث الهلوسات الشمية قبل بدء نوبات الصداع النصفي لدى أربعة من المرضى المشاركين في دراستهم.

## العلاج
نظرًا إلى ندرة الاضطراب، لا يوجد علاج محدد بشكل جيد. يوصى المرضى في بعض الأحيان بتقبل العيش مع الاضطراب أو ينتهي بهم الأمر بتجربة «وسائل نمطية» من شأنها تخفيف شدة الرائحة. قد يشمل ذلك البكاء القسري، والانحناء على الركبتين مع حبس الأنفاس، وغسل الأنف بالماء الملحي وتحريض العطاس. تفشل جميع السلوكيات السابقة في حل مشكلة الهلوسة. اقُترحت علاجات عديدة مثل العلاج الوقائي لكنها بحاجة إلى مزيد من البحث لتأكيد فعاليتها. بالإضافة إلى ذلك، نظرًا إلى اعتباره من الاضطرابات غير المفهومة جيدًا، وتشابهه مع بعض الحالات النفسية، يتعرض بعض المرضى لتشخيص خاطئ بالمرض النفسي.
شملت إحدى العلاجات الجراحية المقترحة الاستئصال الجراحي للبصلة الشمية باستخدام نهج حج القحف الأمامي ثنائي الجانب. لكن، أظهر ليوبولد، ولوهرل وشوب (2002) في حجتهم المعاكسة تسبب عملية الاستئصال الجراحي هذه بفقد الشم الدائم ثنائي الجانب، إلى جانب المخاطر المتعلقة بحج القحف. وفقًا لهم، يمثل استخدام التنظير الداخلي عبر الأنف للظهارة الأنفية خيار علاج آمن وفعال لدى المرضى المصابين بالشم الاستيهامي المستمر، مع احتمال تجنب خسارة الوظيفة الشمية. بالإضافة إلى ذلك، ظهرت تحذيرات حول تشكيل الجراحة تحديات محتملة، إلى جانب ارتباطها بمخاطر كبيرة ووجوب اقتصارها على مراكز الخبرة.
من جهة أخرى، أبلغت العديد من الحالات عن انخفاض شدة الأعراض من تلقاء نفسها مع مرور الوقت. (دونكان وسيدان، 1995) خضعت إحدى حالات الشم الاستيهامي طويل الأمد للعلاج باستخدام الأدوية المضادة للاكتئاب ذات الاسم الشائع فنلافاكسين (إفيكسور). ما تزال العلاقة بين اضطرابات المزاج والشم الاستيهامي مجهولة، إذ تمثل مجال بحث على نطاق واسع. في حالات عديدة، انخفضت أعراض الشم الاستيهامي عبر استخدام مضادات الاختلاج ومضادات الاكتئاب التي تستهدف العصبونات المركزية والمحيطية.
تتمثل إحدى أكثر وسائل العلاج المستخدمة شيوعًا في إزالة الظهارة الشمية أو البصلة الشمية عن طريق الجراحة بهدف تخفيف أعراض المريض. تشمل وسائل العلاج الأخرى استخدام التخدير الموضعي (زيلستروف-بيديرسن، 1995) واستخدام المهدئات.

### البخاخ الأنفي
نجح العديد من المرضى الباحثين عن شكل سريع من الارتياح في تحصيل ذلك عن طريق غسل الأنف باستخدام المحلول الملحي. يتميز خيار العلاج هذا بسهولة توفره وإمكانية تكراره عدة مرات على مدار الراحة لتخفيف الأعراض. يمثل أوكسي ميتازولين «إتش سي إل» أحد أمثلة البخاخ الأنفي المستخدمة من أجل تخفيف الأعراض، إذ من شأنه توفير ارتياح لفترة زمنية طويلة. تعود الراحة الناتجة عن استخدام البخاخ الأنفي إلى انسداد المنخرين ما يكبح دخول أي هواء إلى الشق الشمي.

### المحلول الموضعي
تشمل خيارات العلاج الأخرى المحلول الموضعي المكون من الكوكايين «إتش سي إل»، الذي يوفر الارتياح لفترة قصيرة من خلال عمله كمخدر وإزالة حساسية العصبونات الأنفية. يُطبق المحلول الموضعي على المنخر. يظهر هذا المحلول الموضعي العديد من الآثار الجانبية، إذ وُجد بدء ظهور أعراض الشم الاستيهامي لدى المرضى المصابين بخطل الشم بعد استخدامه. فقد عدد من المرضى الآخرين وظيفة المنخر الكلية في المناطق التي طُبق عليها المخدر.

### الفنلافاكسين
ينتمي مضاد الاكتئاب هذا إلى مثبطات إعادة امتصاص السيروتونين والنورإبينفرين (إس إن آر آي). في دراسة حالة لامرأة بالغة من العمر 52 عام ومصابة بالشم الاستيهامي لمدة 27 عام، استطاعت الجرعة المكونة من 75 ملغ يوميًا تخفيف الأعراض وإيقافها. وُصف الدواء في البداية من أجل معالجة حالة الاكتئاب الخاصة بها.